# Нецка
Нецка (њем. Neetzka) општина је у њемачкој савезној држави Мекленбург-Западна Померанија. Једно је од 53 општинска средишта округа Мекленбург-Штрелиц. Према процјени из 2010. у општини је живјело 277 становника. Посједује регионалну шифру (AGS) 13055047.

## Географски и демографски подаци
Нецка се налази у савезној држави Мекленбург-Западна Померанија у округу Мекленбург-Штрелиц. Општина се налази на надморској висини од 88 метара. Површина општине износи 13,5 km². У самом мјесту је, према процјени из 2010. године, живјело 277 становника. Просјечна густина становништва износи 20 становника/km².